# زیاد نخاله

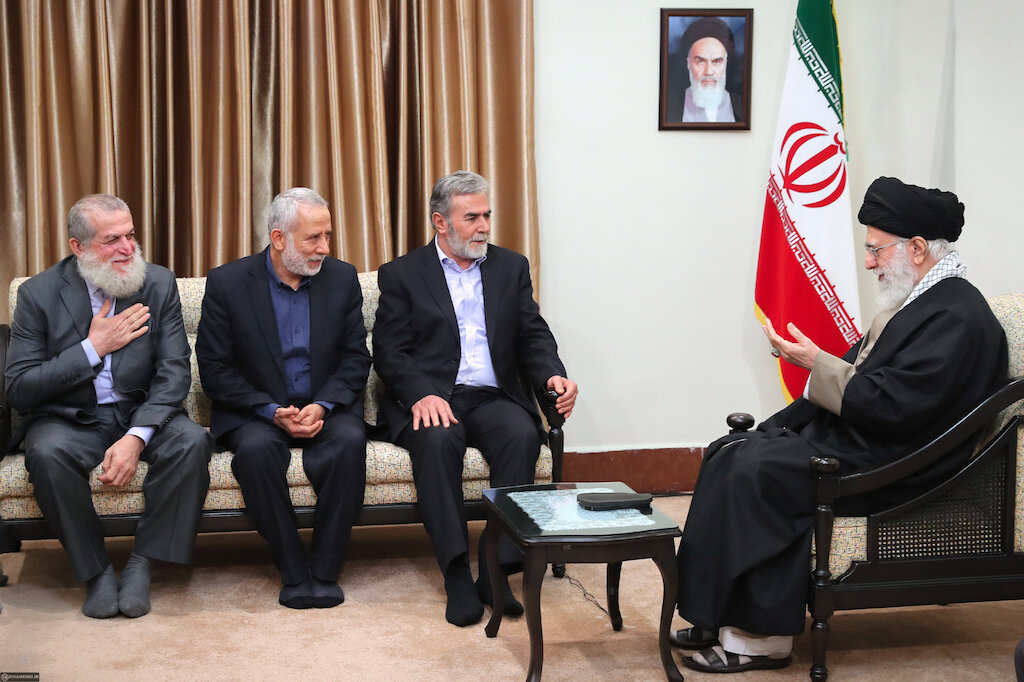
نخاله و تعدادی دیگر در ۱۰ دی ۱۳۹۷ با سید علی خامنه ای دیدار کردند.

زیاد نخاله (زادهٔ ۶ آوریل ۱۹۵۳ در خان یونس)، سیاستمدار فلسطینی و دبیرکل جنبش جهاد اسلامی فلسطین است. او پیش از این، معاون دبیرکل این سازمان بوده است.
وزارت خارجه آمریکا در ۲۳ ژانویه ۲۰۱۴، نخاله را در فهرست گروه‌های تروریستی تعیین شده ویژه خود قرار داد. و در نتیجه اموال و منافع وی در ایالات متحده مسدود شد.
از ۲۸ سپتامبر ۲۰۱۸، جنبش جهاد اسلامی فلسطین توسط چندین کشور یک سازمان تروریستی اعلام شده است. ایالات متحده همچنین برای اطلاعاتی که منجر به دستگیری او شود، جایزه ۵ میلیون دلاری ارائه کرد.
زیاد نخاله در سال ۱۹۹۵ معاون دبیرکل جنبش جهاد اسلامی فلسطین شد.
زیاد نخاله در ۲۸ سپتامبر ۲۰۱۸ به عنوان دبیرکل جنبش جهاد اسلامی فلسطین  انتخاب شد و جانشین رمضان شلح شد که در آوریل ۲۰۱۸ دچار یک سری سکته مغزی شد.
در سپتامبر ۲۰۲۳، زیاد نخاله با سید حسن نصرالله، رهبر حزب‌الله لبنان، و صالح العاروری، رهبر ارشد حماس، و جمیل مزهر، معاون دبیرکل جبهه خلق برای آزادی فلسطین در لبنان دیدار کرد. رسانه‌های اسرائیلی این نشست‌ها را به عنوان نشانه‌ای از تشدید تنش‌ها در نوار غزه یا کرانه باختری توصیف کردند.

## زندگی‌نامه
نخاله در ۶ آوریل ۱۹۵۳ میلادی در خان یونس، نوار غزه، به دنیا آمد. پدرش در جریان کشتار خان یونس در سال ۱۹۵۶ توسط ارتش اسرائیل کشته شد. تحصیلات خود را در نوار غزه به پایان برد و از دانشسرای معلم غزه دیپلم گرفت.
در سال ۱۹۷۱, نخاله به خاطر فعالیت‌های ستیزه جویانه اش در جبهه آزدادیبخش عرب از سوی اسرائیل به حبس ابد محکوم شد. او یکی از ۱٬۱۵۰ زندانی امنیتی ای بود که بر اساس توافق جبریل در ۲۱ مه ۱۹۸۵ از سوی اسرائیل آزاد شدند.
پس از آزادی نخاله از زندان اسرائیل، فتحی شقاقی دبیرکل وقت جهاد اسلامی وظیفه تأسیس بال نظامی گروه، گردان‌های قدس، در نوار غزه را به او سپرد. نخاله در آوریل ۱۹۸۸ به خاطر نقشش در انتفاضه اول علیه اشغال‌گری اسرائیل دوباره از سوی اسرائیل دستگیر شد، و در اوت ۱۹۸۸ به تبعید به لبنان فرستاده شد.